# Пастка

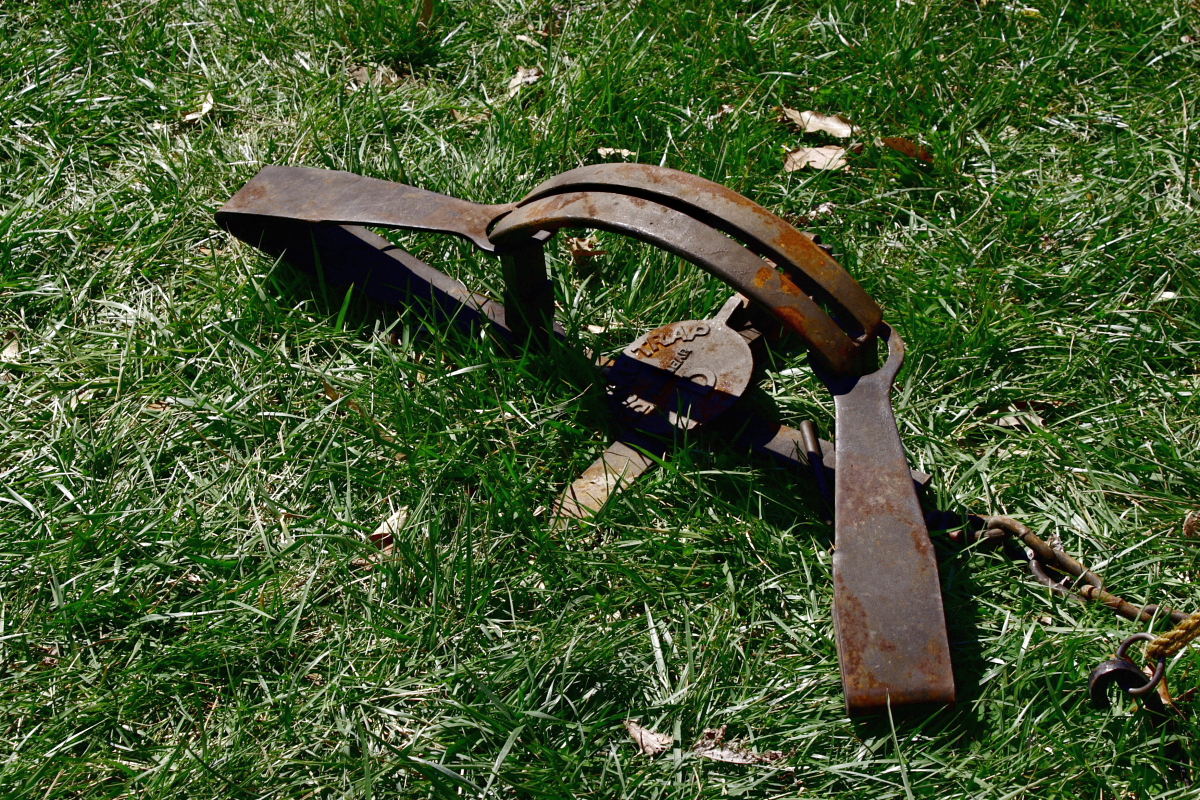
Насторожений капкан

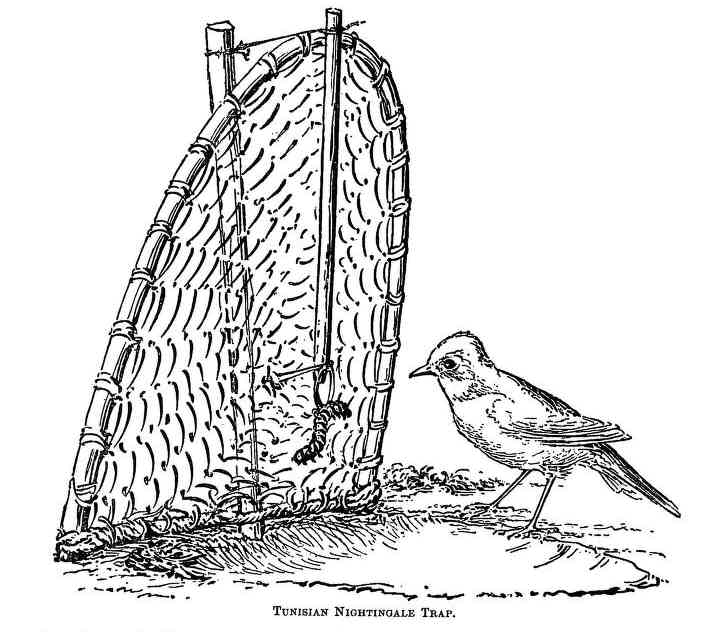
Лучок для птахів

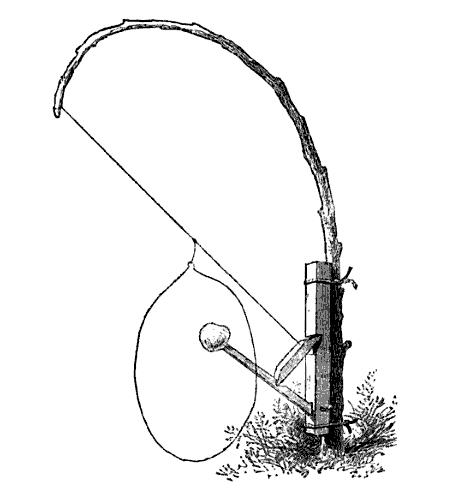
Знаряджене сільце

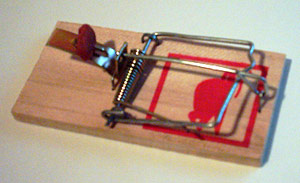
Наживлена мишоловка

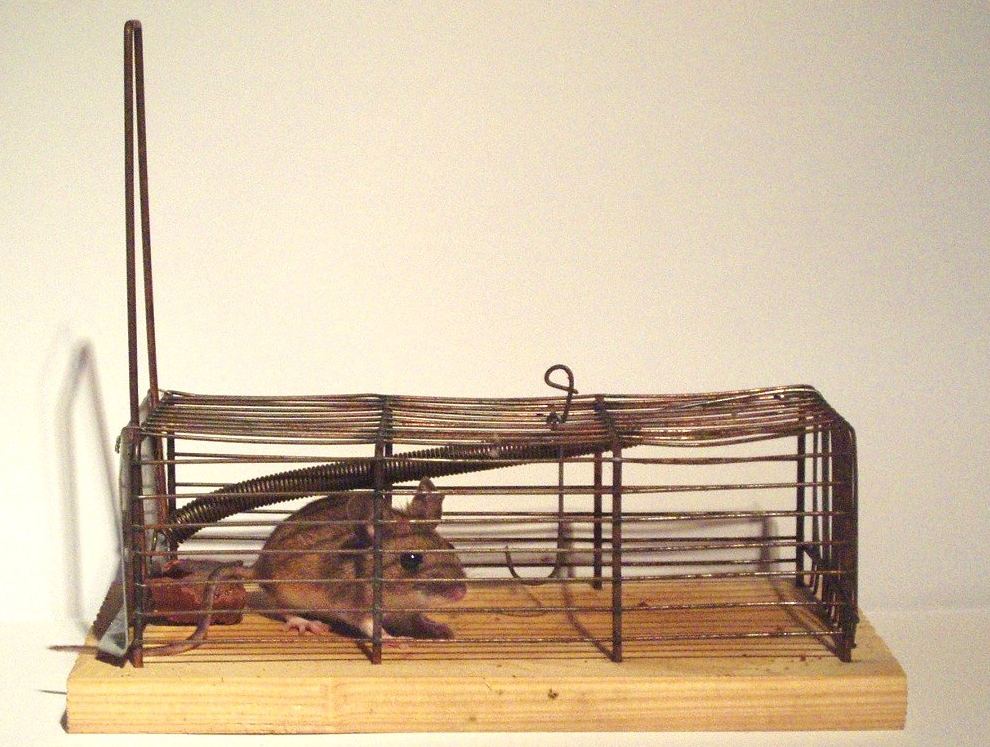
Живоловка для мишей

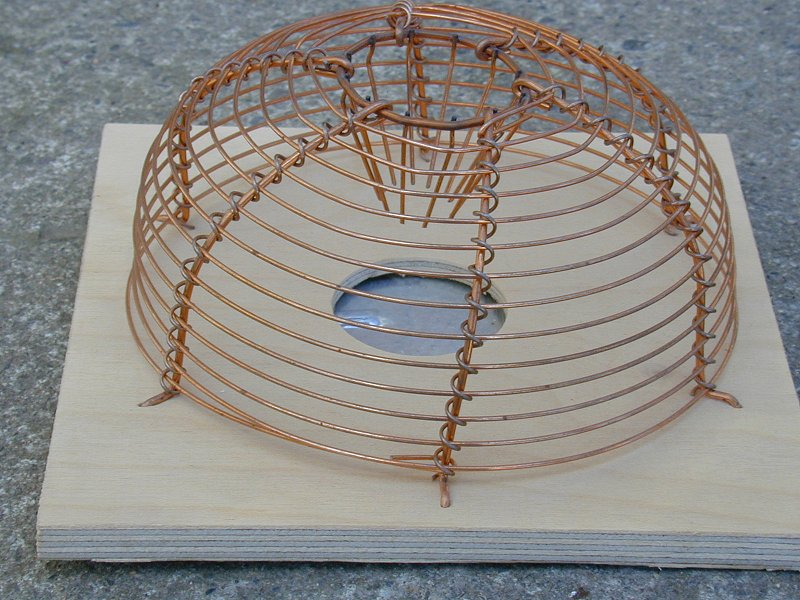
Живоловка для мишей

Пастка — спеціальне знаряддя для лову звірів, є одним з найдавніших спеціальних технічних знарядь людини для лову тварин на здобич або з метою знищення.
Найвідомішими у побуті є пастки для мишей (мишоловки), тарганів і мух (мухоловки). Також широко використовуються кротоловки для вилову кротів і сліпаків.
Відомими мисливськими знаряддями і пастками є сітки, лучки, сільця, капкани, самостріли. Одними з найвідоміших і найдавніших мисливських пасток є «вовчі ями» — штучні або природні заглиблення, замасковані природними матеріалами (наприклад, гілками, травою, листям), які влаштовувалися давніми мисливцями на стежках звіра або біля принад для звірів.
Зоологи для обліку та дослідження дрібних тварин та їх чисельності використовують пастки-живоловки, в тому чисилі у вигляді модифікованих вовчих ям, такі як:
- ловча канавка — переважно для наземних хребетних: дрібних ссавців, змій, жаб,
- пастка Барбера — переважно для наземних комах і багатоніжок,
- пастка Геро

та інші.
Існує також поняття антропогенних пасток, яке поширюється на всі штучно створені ситуації, які можуть вести до загибелі тварин.